# Screen Actors Guild Award for Outstanding Performance by a Stunt Ensemble in a Motion Picture
Screen Actors Guild Award for Outstanding Performance by a Stunt Ensemble in a Motion Picture er en ny award, som uddeles af Screen Actors Guild. Den blev præsenteret første gang i 2008

## Vindere og nominerede

### 2000'erne
2007: The Bourne Ultimatum
- 300
- I Am Legend
- The Kingdom
- Pirates of the Caribbean: Ved Verdens Ende

2008: The Dark Knight
- Hellboy II: The Golden Army
- Indiana Jones and the Kingdom of the Crystal Skull
- Iron Man
- Wanted

2009 – Star Trek
- Public Enemies
- Transformers: Revenge of the Fallen

### 2010'erne
2010 – Inception 
- Green Zone
- Robin Hood

2011 – Harry Potter og Dødsregalierne - del 2
- The Adjustment Bureau
- Cowboys & Aliens
- Transformers 3
- X-Men: First Class